# 12-й корпус СС
12-й армійський корпус СС (нім. XII. SS-Armeekorps) — військове формування, корпус у складі військ Ваффен-СС, що брав участь у бойових діях під час Другої світової війни.

## Історія
Командування корпусу було створене 1 серпня 1944 року вересні, на основі штабних частин 310-ї артилерійської дивізії були створені штаб корпусу і деякі корпусні підрозділи. Частини корпусу діяли на Західному фронті, непогано проявили себе в Арнемі. У квітні 1945 року корпус потрапив в Рурський котел, був повністю оточений і знищений.

## Райони бойових дій
- СРСР (північний напрямок) (серпень — вересень 1944);
- Нідерланди (вересень 1944 — січень 1945);
- Німеччина (січень — квітень 1945).

## Командири
- СС-обергруппенфюрер і генерал Ваффен-СС Маттіас Кляйнгайстеркамп (1 — 6 серпня 1944)
- СС-обергруппенфюрер і генерал Ваффен-СС і поліції Курт фон Готберг (6 серпня — 18 жовтня 1944)
- СС-обергруппенфюрер і генерал Ваффен-СС Карл Марія Демельгубер (18 — 20 жовтня 1944)
- генерал від інфантерії Гюнтер Блюментрітт (20 жовтня 1944 — 20 січня 1945)
- генерал-лейтенант Фріц Баєрляйн (20 — 29 січня 1945)
- генерал-лейтенант Едуард Краземанн (29 січня — 16 квітня 1945)

## Нагороджені корпусу
Нагороджені корпусу
|  | Кавалери Золотого Німецького Хреста          | 2 |
|  | Кавалери Срібного Німецького Хреста          | 2 |
|  | Кавалери Лицарського хреста Залізного хреста | 4 |

## Бойовий склад 12-го корпусу СС
Формування управління, забезпечення та підтримки
- 112-й топографічний відділ корпусу СС (SS-Korps-Kartenstelle 112);
- 112-й батальйон зв'язку СС (SS-Korps-Nachrichten-Abteilung 112);
- 112-та транспортна рота СС (SS-Kraftfahr-Kompanie 112);
- 112-й ремонтно-відновлювальний взвод СС (SS-Kfz-Instandsetzungszug 112);
- 112-та польова пошта СС (SS-Feldpostamt 112);
- 112-те артилерійське командування СС (SS-Artillerie-Kommandeur 112);
- 112-те управління тилового забезпечення (SS-Versorgungstruppen 112)

- 548-ма гренадерська дивізія (548. Grenadier-Division);
- 7-ма танкова дивізія (7. Panzer-Division).

- 59-та піхотна дивізія (59. Infanterie-Division);
- 176-та піхотна дивізія (176. Infanterie-Division);
- 183-тя фольксгренадерська дивізія (183. Volks-Grenadier-Division);
- Танкова дивізія «Лер» (130. Panzer-Lehr-Division);
- частини 338-ї піхотної дивізії (338. Infanterie-Division).

- 9-та танкова дивізія (9. Panzer-Division);
- 15-та панцергренадерська дивізія (15. Panzergrenadier-Division);
- 59-та піхотна дивізія;
- 176-та піхотна дивізія.

- Танкова дивізія «Лер»
- 176-та піхотна дивізія;
- 338-ма піхотна дивізія;
- 183-тя фольксгренадерська дивізія.